# 新栄町 (鹿児島市)
新栄町（しんえいちょう）は、鹿児島県鹿児島市の町。郵便番号は890-0072。人口は1,905人、世帯数は931世帯（2020年4月1日現在）。新栄町の全域で住居表示を実施している。

## 地理
鹿児島市の南部に位置しており、町域の北方には東郡元町、南方及び西方には宇宿、北東方には新川を境に三和町に接している。
町域の中央部を鹿児島県道217号郡元鹿児島港線（産業道路）が南北に縦断しており、東南方は鹿児島湾に面している。また、町域内に鹿児島港中央港区が所在している。

### 河川
- 新川

### 町名の由来
新栄町の町名は海岸埋立てと改修によって港が整備された地域であることに由来する。

## 歴史
1973年（昭和48年）3月4日に郡元町・宇宿町の一部の区域にあたる南港地区において住居表示が実施されることとなった。これに伴い町の区域の再編が実施され、宇宿町、郡元町の各一部より分割され「新栄町」として設置された。また、同時に新栄町の全域で住居表示が実施された。

### 町域の変遷
| 実施後         | 実施年             | 実施前         |
| -------------- | ------------------ | -------------- |
| 新栄町（新設） | 1973年（昭和48年） | 宇宿町（一部） |
| 新栄町（新設） | 1973年（昭和48年） | 郡元町（一部） |

## 人口
以下の表は国勢調査による小地域集計が開始された1995年以降の人口の推移である。
| 年                 | 人口  |
| ------------------ | ----- |
| 1995年（平成7年）  | 1,423 |
| 2000年（平成12年） | 1,348 |
| 2005年（平成17年） | 1,460 |
| 2010年（平成22年） | 1,949 |
| 2015年（平成27年） | 2,015 |

## 施設

### 公共
- 鹿児島市消防局
  - 南消防署郡元分遣隊[16]
  - 消防総合訓練研修センター[17]
- 鹿児島市交通局新栄営業所[18]

## 小・中学校の学区
市立小・中学校の学区（校区）は以下の通りである。
| 町丁   | 番・番地 | 小学校             | 中学校             |
| ------ | -------- | ------------------ | ------------------ |
| 新栄町 | 全域     | 鹿児島市立南小学校 | 鹿児島市立南中学校 |

## 交通

### 道路
一般国道
- 国道225号

一般県道
- 鹿児島県道217号郡元鹿児島港線

### 港湾
- 鹿児島港
  - 中央港区